# Marin Šparada
Marin Šparada (Šibenik, Croacia; 6 de septiembre de 1996) es un waterpolista croata que actualmente juega por el club Solaris. Su hermano Toni también es waterpolista y juega para el mismo club.